# Pouançay
Pouançay és un municipi francès, situat al departament de la Viena i a la regió de la Nova Aquitània. L'any 2018 tenia 235 habitants.

## Demografia
El 2007 ho havia 240 habitants a 92 famílies. Hi havia 111 habitatges, 94 habitatges principals, 5 segones residències i 12 desocupats.

## Economia
El 2007 la població en edat de treballar era de 167 persones, de les quals 132 eren actives i 35 eren inactives. De les 132 persones actives 112 estaven ocupades.
El 2009, hi havia un taller de reparació d'automòbils i de material agrícola, una lampisteria i dos restaurants. iuna botiga de material esportiu.
L'any 2000 hi havia onze explotacions agrícoles que conreaven un total de 520 hectàrees.